# Condominium de Bosnie-Herzégovine
Pour les articles homonymes, voir Bosnie.
13 juillet 1878 – 29 octobre 1918
(40 ans, 3 mois et 16 jours)
Entités précédentes :
- Vilayet de Bosnie

Entités suivantes :
- État des Slovènes, Croates et Serbes

Les territoires ottomans (Bosnie-Herzégovine et Sandjak de Novipazar), occupés par la double monarchie en 1904.

L'administration austro-hongroise en Bosnie-Herzégovine, désignée comme condominium de Bosnie-Herzégovine, est le régime sous lequel le  Vilayet de Bosnie fut placé pendant l'occupation austro-hongroise, après sa conquête rapide lors des opérations menées par l'armée commune en 1879.  
Occupé en vertu des dispositions de l'article 25 du traité de Berlin de 1878, le vilayet était administré par le ministre des Finances de la double monarchie. En 1908, le vilayet fut annexé par l'Autriche-Hongrie, mais ne fut pas rattaché à la  Cisleithanie (Autriche avec les provinces dépendant directement de Vienne), ni au royaume de Hongrie. La montée des nationalismes affaiblit ce système et, à la fin de la Première Guerre mondiale, le 29 octobre 1918, le territoire du condominium rejoignit l'État des Slovènes, Croates et Serbes, intégré au royaume des Serbes, Croates et Slovènes, le 1er décembre 1918.

## Mise en place de l'occupation austro-hongroise

### Ambitions austro-hongroises dans les Balkans
Les diplomates austro-hongrois souhaitent profiter de l'hostilité entre la Russie et l'empire ottoman pour prendre pied en Bosnie-Herzégovine, arrière-pays de la Croatie et de la Dalmatie, région suscitant de longue date les appétits de la double monarchie. En 1876, l'empereur François-Joseph propose au tsar Alexandre II des concessions réciproques : les Russes reprendraient la Bessarabie du sud, abandonnée aux Ottomans à l'issue de la guerre de Crimée, et établiraient leur tutelle sur la Bulgarie (Roumélie orientale) tandis que l'Autriche-Hongrie mettrait la main sur les vilayets de Bosnie et Herzégovine, alors en pleine insurrection contre le pouvoir ottoman.  
Lors des premiers jours de la crise d'Orient, en janvier 1875, Albert de Teschen, inspecteur général de l'armée austro-hongroise, expose les ambitions austro-hongroises dans les Balkans. Cependant, l'évolution de la situation internationale incite l'archiduc à modérer ses propos à l'automne 1876 et à adopter un argumentaire centré sur les obstacles que pourrait rencontrer l'armée dans une campagne balkanique.

### Bases juridiques de l'occupation austro-hongroise
En juin et juillet 1878, le congrès de Berlin, présidé par le chancelier allemand Bismarck, autorise l'Autriche-Hongrie à occuper, et à administrer, les vilayets de Bosnie et d'Herzégovine pour y rétablir l'ordre malgré les protestations de l'Empire ottoman, qui y voit une remise en cause de son intégrité territoriale, et de la principauté de Serbie, qui revendique ces provinces à forte population serbe. Le congrès n'autorise qu'une occupation militaire, en y ajoutant le sandjak de Novipazar avec un statut particulier, ces territoires restant sous la souveraineté nominale du sultan,. 
Gyula Andrássy, alors ministre des affaires étrangères de Vienne, désireux d'éviter un renforcement des Slaves au sein de la double monarchie, ne souhaite pas une annexion pure et simple des vilayets. Par ailleurs, les Croates, en raison de la proximité historique et culturelle, réclament le rattachement des vilayets au royaume de Croatie-Slavonie, ce qui est inacceptable pour les Hongrois.

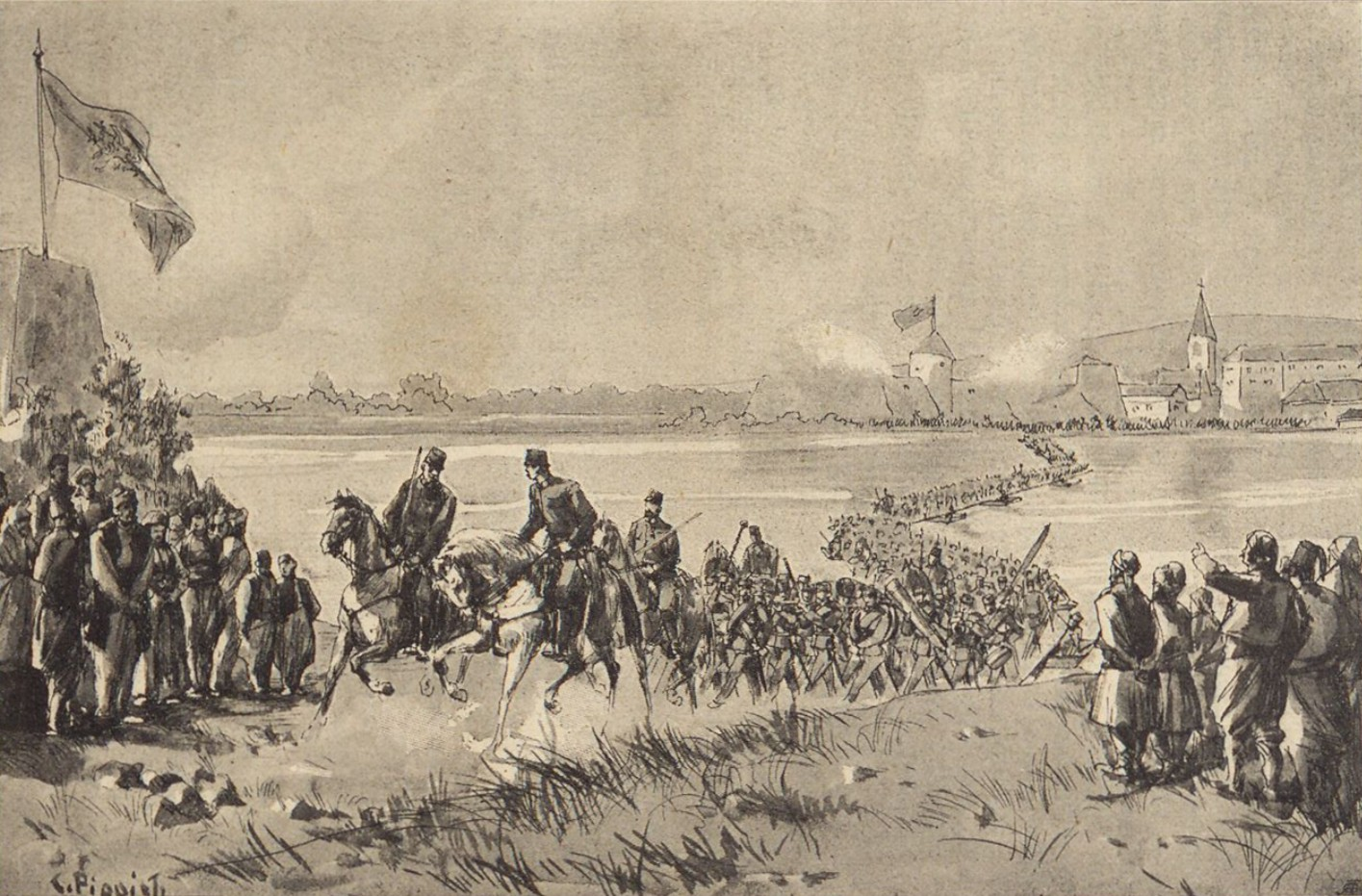
Passage de la Save par le d'infanterie, tableau de Karl Pippich, 1905

### Conquête des vilayets
L'expédition austro-hongroise en Bosnie-Herzégovine est plus difficile que prévu : l'armée impériale et royale, représentée par le XIIIe corps croate du général Josip Filipović (en), rencontre de fortes résistances des populations musulmanes à Doboj, Jajce et Maglaj ; en effet, si les populations catholiques et, dans une moindre mesure, orthodoxes, aspirent à quitter la tutelle ottomane, ce n'est pas le cas des musulmans. 
La résistance à la prise de contrôle des vilayets est essentiellement le fait de la population musulmane, appuyés par 90 000 soldats ottomans originaires des vilayets et déployés sur place. Cette résistance rend nécessaire la mobilisation, dans un premier temps de 82 000 soldats, mobilisés en juillet, puis renforcés, à partir du 19 août, portant les effectifs engagés à 262 500 soldats. 
La conquête est pratiquement achevée en octobre 1878, avec la réduction des derniers ilôts de résistance en Bosnie. Des révoltes surviennent encore lors de l'instauration de la conscription au début des années 1880, notamment en 1881, impliquant l'Herzégovine et la Dalmatie autrichienne, définitivement réduite le 1er juin 1882.

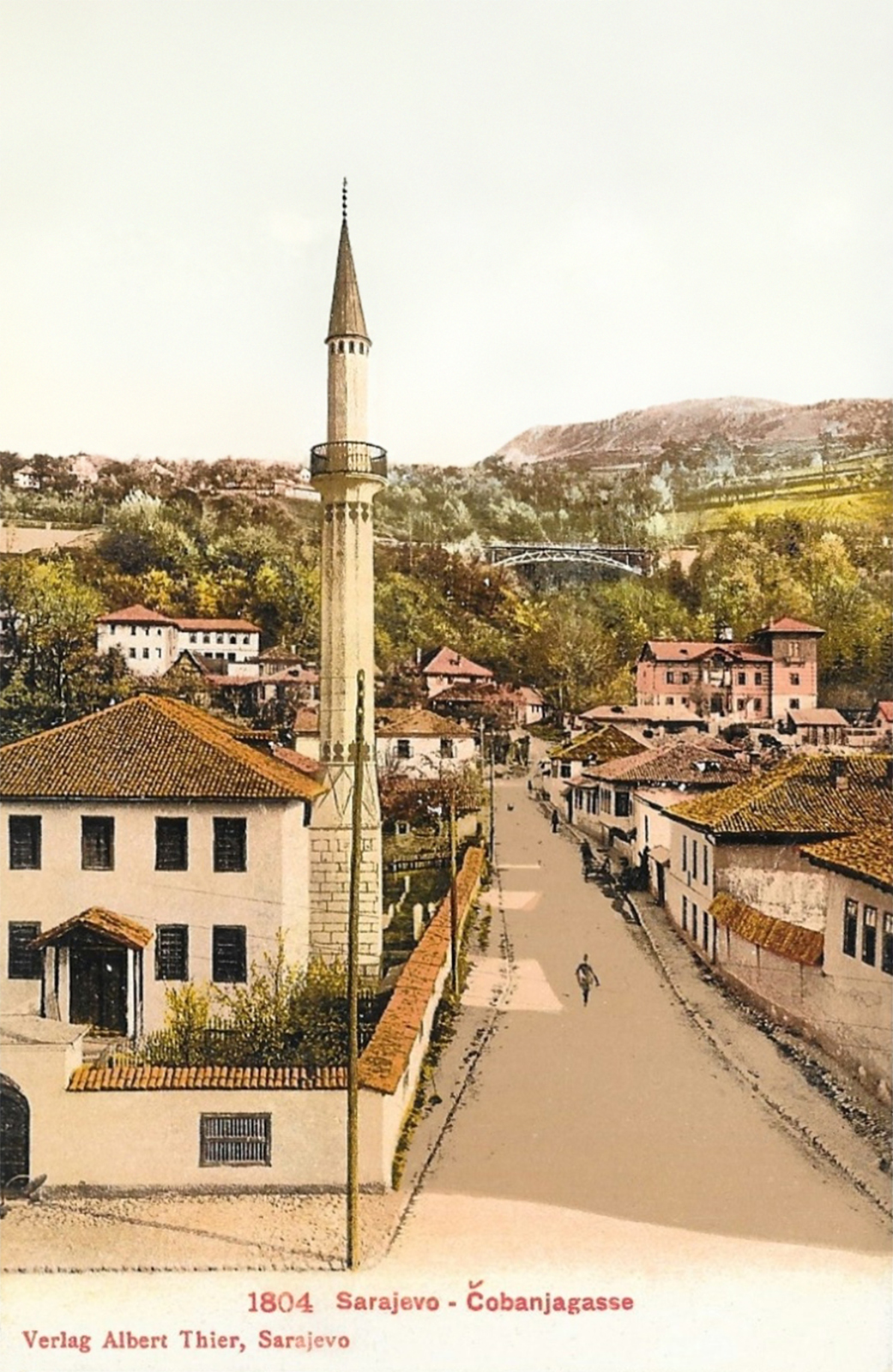
Mosquée du voïvode Čoban Hasan et viaduc ferroviaire à Sarajevo, carte postale de 1907.

## Administration austro-hongroise

### Création d'un cadre administratif austro-hongrois

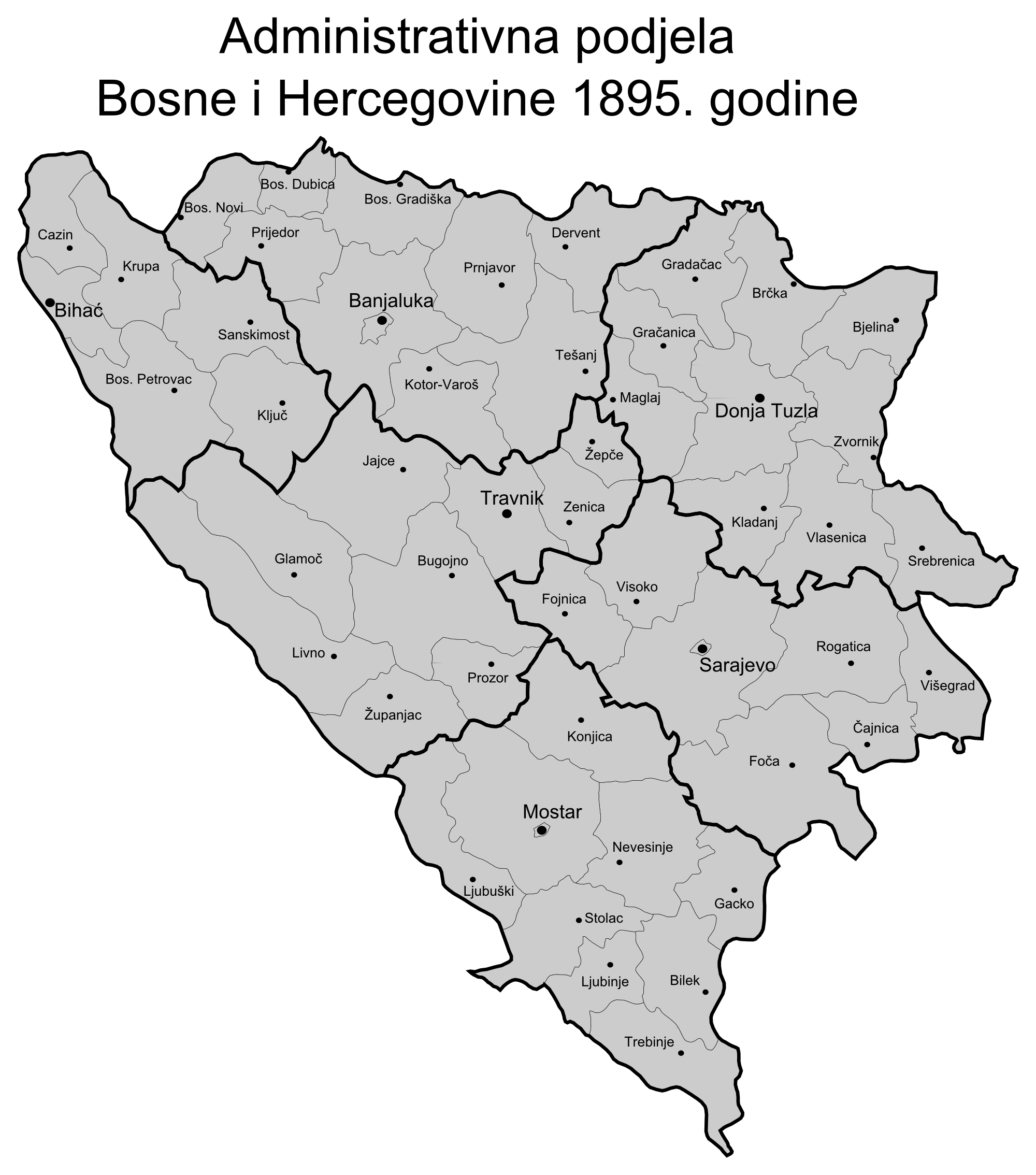
Divisions administratives de la Bosnie-Herzégovine en 1895.

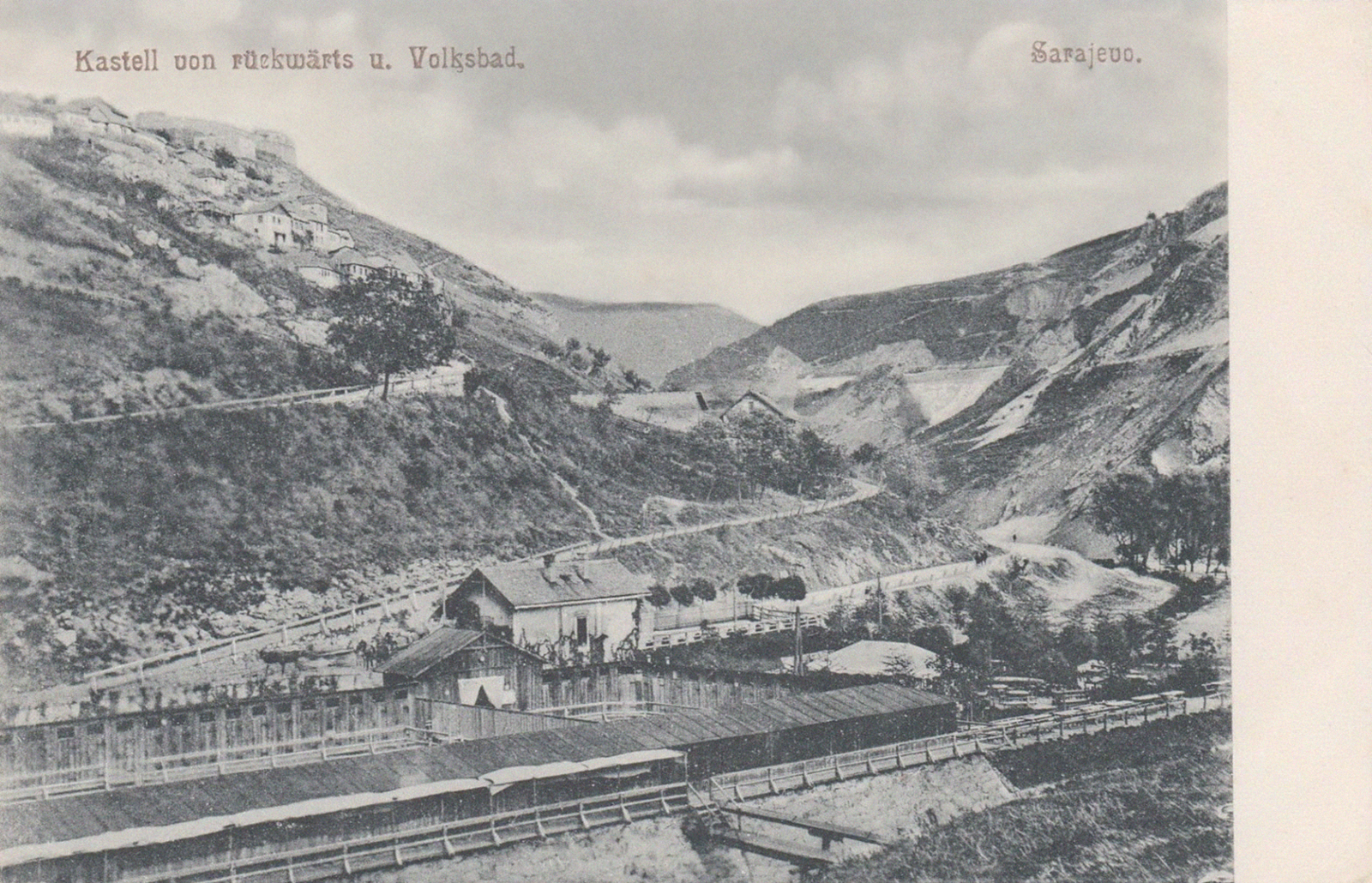
Forteresse de Vratnik et voie ferrée près de Sarajevo, carte postale de 1905.

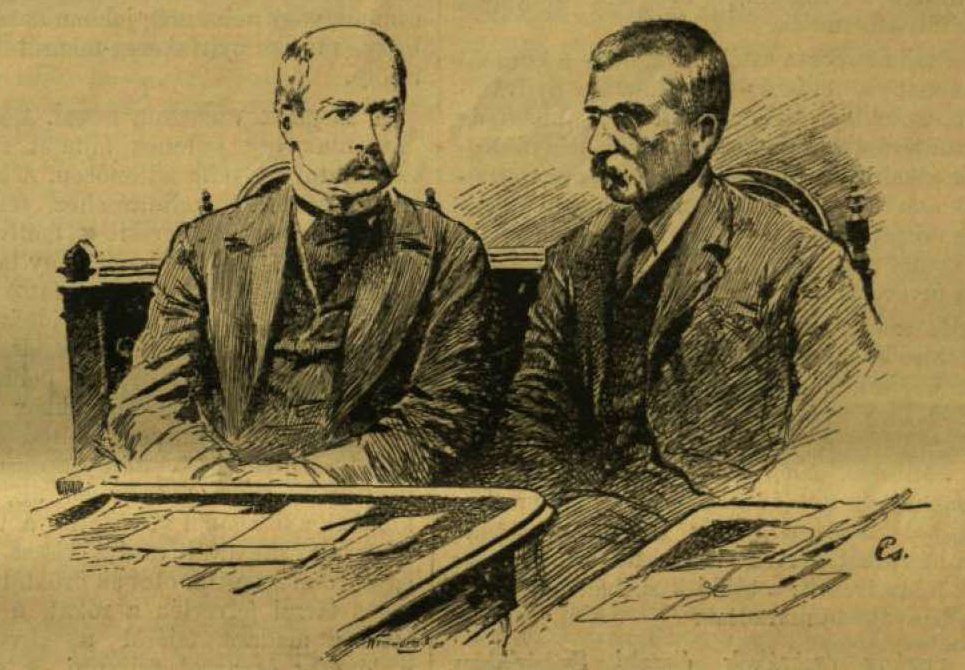
Gusztáv Kálnoky, ministre austro-hongrois des affaires étrangères, et Béni Kállay, ministre chargé de la Bosnie-Herzégovine. Dessin de Károly Cserna, 1892.

Après leur conquête, les vilayets sont rapidement destinés à constituer des vitrines de la domination de la monarchie des Habsbourg. Le pouvoir est partagé entre un gouverneur militaire, représentant direct de l'empereur, et un chef de gouvernement civil. Celui-ci, le ministre hongrois Béni Kállay (Benjamin von Kállay), en poste de juin 1882 à sa mort en juillet 1903, mène une politique de modernisation et de rationalisation administrative.
Le cadre territorial ottoman des sandjaks et nahije est maintenu sous les noms allemands de Kreise et Bezirke. Les deux vilayets sont divisés en 6 arrondissements :
- Banja Luka
- Bihać
- Mostar (Herzégovine)
- Sarajevo
- Travnik
- Tuzla

Ayant obtenu les mains libres dans les provinces et souhaitant les intégrer solidement, les responsables austro-hongrois mettent en place les conditions juridiques d'une intégration à la double monarchie. Cette intégration maintient cependant la fiction des deux vilayets, confiés chacun à un gouverneur général. 
Rapidement, les distinctions juridiques, notamment le servage, sont abolis, tandis que le droit en vigueur dans les vilayets occupés intègre progressivement les dispositions juridiques austro-hongroises. 
Le nombre de fonctionnaires augmente en flèche, passant de 120 durant la période d'occupation Ottomane à 9 500 en 1908. Seulement un quart d'entre eux sont natifs du pays, les autres venant de Croatie et des autres provinces slaves de la double monarchie. 
Le montant des impôts quintuple sous l'administration de Kállay, finançant notamment les infrastructures nécessaires aux développement économique et au contrôle du territoire par les occupants. Les nationalistes serbes font remarquer que la plus grande partie de ces recettes va à la construction de casernes, de voies stratégiques et à des dépenses de prestige plutôt qu'au bien-être des populations.
Enfin, dès la fin de la répression de l'insurrection de 1881, les autorités austro-hongroises encouragent le recrutement de soldats originaires des vilayets, perpétuant la tradition ottomane ; cantonnés jusqu'en 1887 dans les vilayets, ces soldats sont déployés dans l'ensemble de la monarchie à partir de 1889 ; ces hommes, regroupés au sein de quatre régiments comportant trois puis quatre bataillons, sont stationnés à Vienne, Graz, Budapest et Trieste. 

### Politique de développement économique

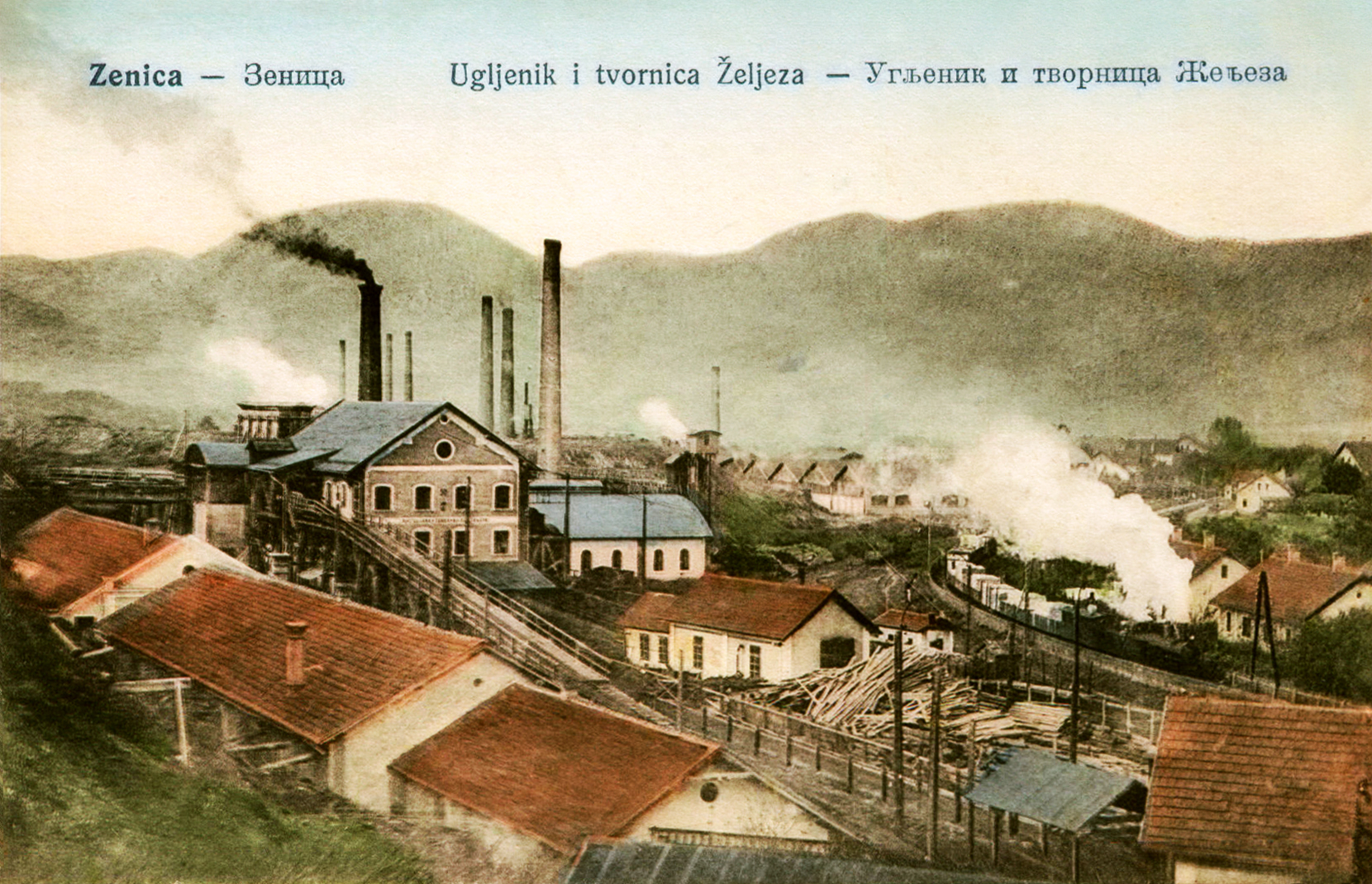
Aciérie et chemin de fer à Zenica, carte postale légendée en croate et serbe, v.1900.

Dès sa prise de contrôle des vilayets, l'administration austro-hongroise mène une politique modernisatrice, visant à les arrimer solidement au reste de l'empire et à en faire une région développée. Les fonctionnaires impériaux tentent de mettre en place les conditions de l'essor économique des territoires occupés. Dès 1881, la Bosnie-Herzégovine est intégrée à l'ensemble douanier austro-hongrois. 

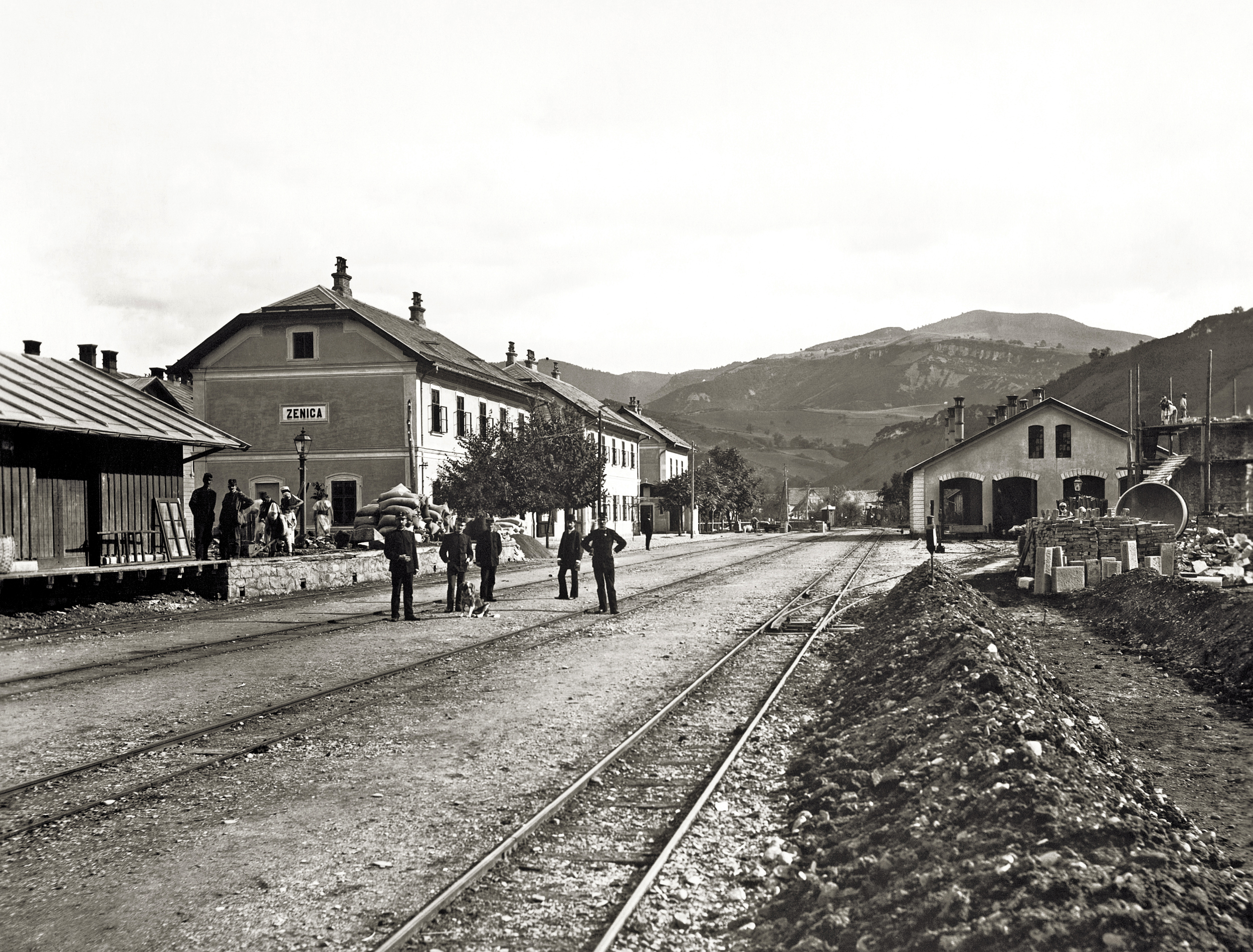
La gare de Zenica vers 1900.

Le transport ferroviaire en Bosnie-Herzégovine, inexistant en 1878, connaît un développement rapide : les lignes, souvent à voie étroite, relient les principaux centres. La province exporte des métaux, fer, bauxite, chrome, manganèse, plomb, en échange du blé de Hongrie et des produits industriels de Cisleithanie. 
Rapidement, la région de Sarajevo connaît une croissance importante, la ville triplant sa population entre 1880 et 1910, tandis que la région de Zenica, en Bosnie centrale, devient un importante centre industriel.

### Cadre social

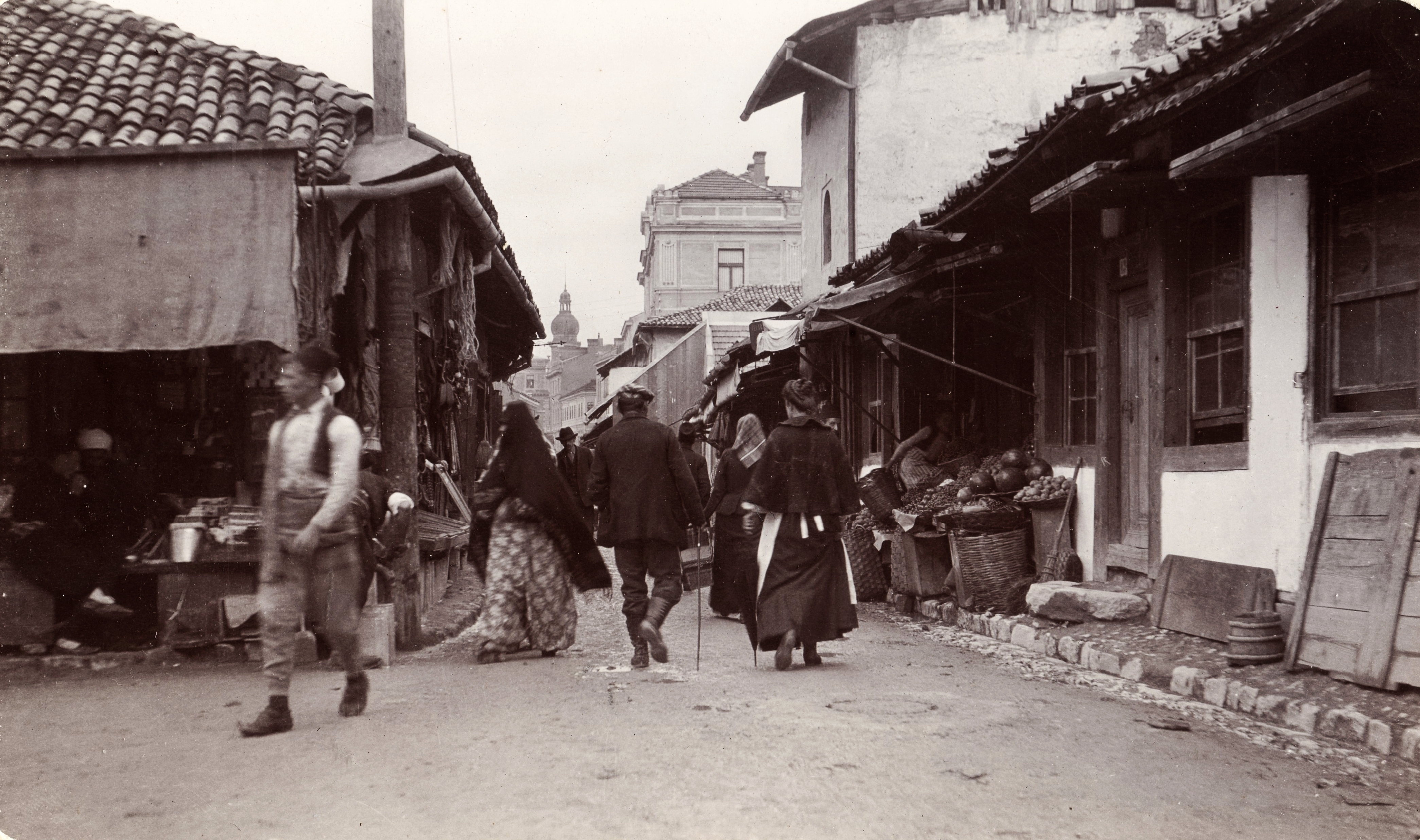
Le vieux bazar de Sarajevo en 1903.

En 1880, 6 000 à 7 000 grands propriétaire musulmans font travailler 85 000 paysans dépendants dont les trois quarts sont orthodoxes, un quart catholiques et un petit nombre musulmans. L'administration austro-hongroise favorise le rachat de terres par les paysans mais en raison de leur croissance démographique, ceux-ci, en particulier les orthodoxes, ne profitent guère de l'essor économique.
Le cadre social établi par le tanzimat ottoman de 1859, qui transformait les beys en grands propriétaires, est en grande partie maintenu, l'Autriche-Hongrie voulant éviter de s'aliéner les élites musulmanes. Cela provoque une grande déception chez les paysans serbes qui espéraient une amélioration de leurs conditions de vie, très difficiles.

### La question des nationalités
Béni Kállay, ancien consul général à Belgrade, bon connaisseur des Balkans et auteur d'une Histoire des Serbes, doit arbitrer les rivalités entre groupes ethniques et religieux. Les catholiques (18 % de la population), essentiellement croates, sont favorisés par l'administration austro-hongroise, qui fait construire la cathédrale catholique de Sarajevo en 1889 et ouvre des écoles religieuses. La hiérarchie catholique, dirigée depuis 1882 par Josip Stadler, archevêque de Sarajevo, est favorable à la création d'une « grande Croatie ». Afin de renforcer la population catholique, Mgr Stadler propose un plan de colonisation catholique de la Bosnie-Herzégovine. Ainsi, dans les années 1880, l'administration austro-hongroise encourage l'établissement de colons venus d'autres provinces, Croates, Allemands, Polonais ou Tchèques, ce qui renforce la composante catholique. Par ailleurs anti-Serbe convaincu, Stadler encourage l'administration austro-hongroise dans une stratégie de coalition croato-musulmane contre les Serbes. 
Les clivages entre Croates catholiques, Serbes orthodoxes et Bosniaques musulmans deviennent un facteur de tension régionale et internationale. Les Serbes, ruraux à 90 % et pour la plupart serfs lors de la conquête austro-hongroise, n'ont que 309 écoles tenues par le clergé orthodoxe. L'administration de Béni Kállay, qui veut empêcher le développement des sentiments nationaux dans la région, impose un contrôle strict
des activités de chaque communauté. Ainsi, celle-ci impose des écoles communes et interdit l'usage dans les écoles de l'écriture cyrillique et des manuels et enseignants venus de Serbie. La scolarisation stagne ou régresse : en 1908, seulement 14 % des enfants serbes sont scolarisés, soit trois fois moins qu'en Serbie. 
À partir des années 1890, Kallay, afin d'arrêter la croissance du nationalisme serbe et croate en Bosnie tout en dépolitisant en général la population, cherche à créer une identité propre à la Bosnie, qui remplacerait les nationalismes des différentes communautés ,.
C'est ainsi que naît une tentative de création d'une « nation bosniaque » et d'une « langue bosniaque », qui serait commune aux Serbes, aux Croates et aux musulmans. Cette tentative de création d'une identité nationale est mise en œuvre à travers une politique de propagande culturelle et scolaire. L'idée de Kallay se révèlera être un échec. En effet, les Croates et les Serbes ne se montrent pas réceptifs à l'« identité bosniaque », alors que la plupart des Musulmans continuent de leur côté à se considérer comme des sujets de l'Empire ottoman .
Stephan Burián von Rajecz, qui succède à Béni Kállay comme ministre des finances chargé de la Bosnie-Herzégovine (de 1903 à 1912), mène une politique plus souple : il abandonne la politique de Kallay de création d'une nouvelle identité bosniaque et autorise les écoles religieuses serbes en 1905 et musulmanes en 1909. Le taux de scolarisation des musulmans est meilleur que celui des Serbes avec 917 mekteb (écoles primaires) et 43 médersas (écoles secondaires) à la fin de la période.
L'attitude des musulmans envers le régime austro-hongrois est variable. Ali-beg Firdus (bs) (1862-1910) fonde en 1899 l'Organisation populaire musulmane qui devient vite le mouvement le plus important dans cette communauté. En octobre 1908, il fait signer une pétition adressée au sultan Abdülhamid II, toujours souverain en titre malgré la révolution des Jeunes-Turcs qui l'a dépouillé de la plus grande partie de son pouvoir, pour protester contre l'annexion et demander le retour de la Bosnie-Herzégovine dans l'Empire ottoman. Au contraire, Esad Kulović (en), nommé maire de Sarajevo en 1905 et chef du Parti progressiste musulman, fait illuminer les rues pour fêter l'annexion. Le 9 novembre 1908, il conduit une délégation auprès de l'empereur François-Joseph pour le féliciter et lui demander de confirmer les privilèges des grands propriétaires musulmans. Ademaga Mešić (en), lui aussi pro-autrichien et futur chef du Schutzkorps (en) (milice musulmane bosniaque), est partisan d'une union avec les Croates qui permettrait un « trialisme » se substituant au dualisme austro-hongrois. Les sociétés chorales et sportives croates font également campagne pour le rattachement à la Croatie. De 1908 à 1910, le rejet commun de l'annexion alimente une alliance de circonstance entre opposants musulmans et serbes mais la révolte paysanne de 1910, mettant aux prises grands propriétaires musulmans et paysans serbes, entraîne un rapprochement entre musulmans et Croates aux dépens des Serbes. Enfin, l'idée d'une unité des Slaves du Sud autour de la Serbie est propagée par des mouvements clandestins basés à Belgrade comme la Défense du peuple (Narodna Odbrana), créée en 1908, ou la Main noire (Crna Ruka), fondée en 1911.
Les élections du 17 février 1910, les premières sous le régime de la constitution de Bosnie-Herzégovine de 1908, donnent une assemblée régionale de 72 membres dont 31 Serbes, 24 musulmans, 16 Croates et un juif.
Dans un contexte de tension intérieure et internationale, le général Oskar Potiorek, gouverneur de Bosnie-Herzégovine du 10 mai 1911 au 22 décembre 1914, mène une politique autoritaire et fait interdire la majorité des 710 associations serbes ou serbo-croates de la province.

## Un statut international contesté

### Reconnaissance de la tutelle austro-hongroise
S'interposant entre le sultan et les populations, l'administration austro-hongroise est supposée tenir compte de la suzeraineté ottomane sur ces deux vilayets. Cependant, dès 1881, lors de la signature du traité des trois empereurs entre le Reich, la double monarchie et la Russie, les diplomates austro-hongrois obtiennent de leurs homologues russes une très grande liberté d'action sur place, garantissant une présence plus longue que celle initialement prévue au congrès de Berlin. 
En 1884, cette liberté est réaffirmée lors du renouvellement du traité de 1881. Cette liberté d'action permet aux dirigeants de Vienne de maintenir ouverte la question du devenir des vilayets occupés. En effet, la principauté de Serbie ayant accédé à l'indépendance en 1878, érigée en royaume de Serbie en 1882, constitue le principal obstacle à l'expansion balkanique de la monarchie des Habsbourg et un ferment de déstabilisation interne. Cependant, les vingt premières années de l'indépendance de la Serbie sont marquées par la soumission des souverains serbes successifs aux intérêts austro-hongrois. 

### Annexion formelle

La Bosnie-Herzégovine austro-hongroise en 1911.

En 1903, le changement sanglant de dynastie en Serbie, à la faveur du coup d'État de mai, se traduit également par une réorientation de la politique du royaume, dorénavant moins sensible aux intérêts austro-hongrois,.
Face à cette nouvelle menace représentée par le nouveau roi de Serbie Pierre Ier, le ministre austro-hongrois des affaires étrangères, Alois Lexa von Aehrenthal, décide de mener une politique entreprenante dans les Balkans. En vertu d'accords antérieurs, les Austro-Hongrois obtiennent des Russes une totale remise en cause des accords de 1878 relatifs aux territoires administrés par la double monarchie. 
De plus, en 1908, à la suite de la révolution des Jeunes-Turcs qui met fin au despotisme d'Abdülhamid II, des rumeurs d'élections dans l'Empire ottoman circulent dans les chancelleries européennes ; la tenue de pareilles élections en Bosnie-Herzégovine serait susceptible de remettre en cause la politique austro-hongroise d'annexion. 
Cette crise remet en cause l'aspect formel de la politique austro-hongroise dans le condominium ; en effet, en 1878, Gyula Andrássy, alors ministre austro-hongrois des affaires étrangères, avait souhaité une solution ne renforçant pas le poids des Slaves au sein des populations autrichiennes et hongroises.

## Démographie
La population des vilayets sous l'administration militaire puis sous le régime du condominium est précisément connue. En effet, dès son installation, l'administration austro-hongroise met en place un recensement quinquennal, créant une rupture avec la pratique de dénombrement ottomane ; ainsi, en 1879 et en 1885, deux recensements sont ordonnés, mais leurs résultats apparaissent peu satisfaisants aux yeux des responsables de l'administration austro-hongroise sur place, incitant les administrateurs à renouveler régulièrement l'opération. Un institut de la statistique administrative est créé au milieu des années 1890.
| Année | Musulmans | Musulmans | Orthodoxes | Orthodoxes | Catholiques | Catholiques | Juifs  | Juifs | Total     |
| Année | Pop.      | %         | Pop.       | %          | Pop.        | %           | Pop.   | %     | Total     |
| ----- | --------- | --------- | ---------- | ---------- | ----------- | ----------- | ------ | ----- | --------- |
| 1879  | 448.613   | 38,7 %    | 496.485    | 42,9 %     | 209.391     | 18,1 %      | 3.675  | 0,3 % | 1.158.440 |
| 1885  | 492.710   | 36,9 %    | 571.250    | 42,8 %     | 265.788     | 19,9 %      | 5.805  | 0,4 % | 1.336.091 |
| 1895  | 548.632   | 35,0 %    | 673.246    | 42,9 %     | 334.142     | 21,3 %      | 8.213  | 0,5 % | 1.568.092 |
| 1910  | 612.137   | 32,2 %    | 825.418    | 43,5 %     | 434.061     | 22,9 %      | 11.868 | 0,6 % | 1.898.044 |